# The Evidence : Les Preuves du crime
The Evidence, les preuves du crime (The Evidence) est une série télévisée américaine en huit épisodes de 42 minutes, créée par Sam Baum et Dustin Thomason dont 4 épisodes ont été diffusés entre le 22 mars et le 12 avril 2006 sur le réseau ABC. Les 4 épisodes restants ont été diffusés du 10 juin 2006 au 1er juillet 2006.
En France, la série est diffusée depuis le 8 janvier 2007 sur Série Club puis dès le 23 mai 2007 sur M6 et depuis le 11 janvier 2008 sur W9.

## Synopsis
Cette série met en scène les enquêtes des policiers Cayman Bishop et Sean Cole, dans la ville de San Francisco. Au début de chaque épisode sont présentées les pièces à conviction du meurtre qu'ils doivent résoudre, offrant ainsi aux téléspectateurs tous les éléments du puzzle...

## Distribution

### Acteurs principaux
- Orlando Jones (V. F. : Lucien Jean-Baptiste) : Détective Cayman Bishop
- Rob Estes (V. F. : Maurice Decoster) : Détective Sean Cole
- Martin Landau (V. F. : Marc Cassot) : Dr Sol Goldman
- Anita Briem (V. F. : Nathalie Delsol) : Emily Stevens
- Samantha Ferris (V. F. : Josiane Pinson) : Lieutenant Alexa Brenner

### Autres acteurs
- Jodi Lyn O'Keefe (V. F. : Barbara Delsol) : Officier Jackie Kazaris
- Carl Anthony Payne II (V. F. : Mathieu Buscatto) : Anthony Bishop
- Amanda Krampf : Katie Capshaw
- Christie Will : Julia Cole

## Épisodes
1. L'Affaire Laura Green (Pilot)
2. L'Affaire Thomas Howe (Down For The Count)
3. L'Affaire Jack Miller (Borrowed Time)
4. L'Affaire Jocelyne Gallo (Five Little Indians)
5. L'Affaire Sen Huang (Yi vs. Li)
6. L'Affaire Andrew Lasky (Wine and Die)
7. L'Affaire Trina Mc Abee (Stringers)
8. L'Affaire Victor Kaye (And the Envelope Please)